# Józef Gąsienica (Nordischer Kombinierer)
Józef Gąsienica (* 23. März 1941 in Zakopane; † 14. Mai 2005 ebenda) war ein polnischer Nordischer Kombinierer.

## Werdegang
Gąsienica, der für den SN PTT 1907 Zakopane startete, feierte seinen ersten großen Erfolg mit dem Gewinn der nationalen Meisterschaft 1962 in seiner Geburtsstadt Zakopane. Wenige Wochen zuvor belegte er bereits beim Skisprung-Wettbewerb im Rahmen der Beskiden-Tour den achten Platz.
Ende der 60er Jahre gehörte Gąsienica nicht nur zu den besten polnischen Athleten, sondern konnte auch auf internationaler Ebene auf sich aufmerksam machen. So belegte er 1967 den dritten Platz in Reit im Winkl, ehe er dort ein Jahr später gewinnen konnte. Darüber hinaus gewann er 1968 den Kombinationswettbewerb des Czech-Marusarzówna-Memorials in Zakopane. Bei den Olympischen Winterspielen 1968 in Grenoble erreichte er den sechsten Rang. Wenige Wochen später gewann er den Tatra-Cup-Wettbewerb in Štrbské Pleso.
Gąsienica war Teilnehmer an den Nordischen Skiweltmeisterschaften 1966 in Oslo sowie an den Nordischen Skiweltmeisterschaften 1970 in Štrbské Pleso. Sein Bruder Wawrzyniec (* 1941) nahm als Skilangläufer ebenfalls an Skiweltmeisterschaften teil.

## Erfolge
- Sieg beim Kombinationswettkampf des Czech-Marusarzówna-Memorials 1968
- Nationaler Meister in der Nordischen Kombination 1962 und 1971

### Teilnahmen an Olympischen Winterspielen
| Jahr und Ort  | K 70/15 km |
| ------------- | ---------- |
| 1968 Grenoble | 06.        |
| 1972 Sapporo  | 31.        |